# 木村翔 (建築工学者)
木村 翔（きむら しょう、1931年-　）は、日本の建築音響工学者。日本大学名誉教授。日本騒音制御工学会認定技士。日大では理工学部建築学科で建築音響工学の木村研究室を主宰。出身者に杉山知之など。日本建築学会では学術理事（1984～1985）学会評議員（9期）学会音環境運営委員、学会環境工学委員会委員長（1988～1989）関東支部長（1990～1991）副会長（1992～1993）を歴任。他、日本建築センター遮音構造評定委員会委員長、日本音響学会評議員（第４期）等も務めた。工学博士。東京都生まれ。

## 経歴
1954年3月 日本大学旧工学部建築学科卒業。1956年3月 東京大学大学院数物系研究科建築学専攻修士課程（現・東京大学大学院工学系研究科建築学専攻修士課程）修了。
1959年4月 日本大学工学部専任講師。1961年2月 学位授与（東京大学）。1965年1月 日本大学理工学部助教授。1967年 日本建築学会賞（論文賞）受賞。1969年 日本音響学会佐藤論文賞受賞。1971年6月 日本大学理工学部教授。1978年10月からは同建築学科教室主任。1996年9月 学校法人日本大学評議員。2001年4月 定年退職し名誉教授。2012年、日本建築学会賞大賞受賞。
音響作品に大津市民会館、旧:日大両国講堂、埼玉県東松山文化会館、千葉県・東金文化会館、埼玉県・坂戸文化会館、岩国市民会館、燕市文化会館、武蔵村山市民会館 、大町市文化会館 、京都府民ホール、Bunkamura、日向市文化交流センター、足利市民会館など。著書に『建築音響と騒音防止計画』（新建築技術叢書―9.彰国社）など。